# 勞倫斯·德博克
勞倫斯·德博克（法語：Laurens De Bock；1992年11月7日—）是一位比利時足球運動員。在場上的位置是左後衛。現時被英超球隊列斯聯外借至比甲球隊華雷根。他也代表比利時國家足球隊參賽。